# Washingtonia robusta
Washingtonia robusta é uma palmeira da família Arecaceae pertencente ao gênero Washingtonia.
Nomes populares: palmeira-washingtônia, palmeira-de-leque-do-méxico, palmeira-de-saia, washingtônia-do-sul, palma-mexicana, palmeira-de-abanico-mexicana e palmeira-mexicana.

## Descrição
Essa planta pode crescer em média de 20 até 25 metros de altura.
Essa espécie de palmeira é muito variável, pois possivelmente hibridiza com outra palma da Califórnia (Washingtonia filifera), resultando uma espécie de características intermediárias.
Essa palmeira é nativa do sul da península de Baja California, no México, onde cresce em abundância e ainda também pode ser encontrada no estado de Sonora.
Pode ser encontrada por todo o mundo, nomeadamente na Espanha, Ilhas Canárias, Ilha da Reunião, Nova Zelândia, Havaí, Flórida e Califórnia.